# محمدتقی کهنمویی
محمد تقی کهنمویی (۱۰ دی ۱۲۹۹ – ۱۳ اردیبهشت ۱۳۶۳) بازیگر ایرانی بود.
وی دانش‌آموخته هنرستان هنرپیشگی تهران است. بازی در تئاتر را از سال ۱۳۲۲ با گروه‌های نمایشی سیار و بازی در سینما را از سال ۱۳۴۴ با «مراد و لاله» کاری از صابر رهبر آغاز کرد.

## فیلم‌شناسی
- کاروان‌ها
- آن سفر کرده (۱۳۶۳)
- پیراک (۱۳۶۳ آخرین کار کهنمویی)
- بازجویی یک جنایت (۱۳۶۲)
- پرونده (۱۳۶۲)
- زخمه (۱۳۶۲)
- سفیر (۱۳۶۱)
- میراث من جنون (۱۳۶۰)
- هزاردستان(۱۳۵۸)
- شمر (۱۳۵۹)
- سند زنده (۱۳۵۹)
- شجاعان ایستاده می‌میرند (۱۳۵۹)
- به دادم برس رفیق (۱۳۵۷)
- سرخپوست‌ها (۱۳۵۷)
- حرمت رفیق (۱۳۵۶)
- خان نایب (۱۳۵۶)
- در شهر خبری نیست (۱۳۵۶)
- سرباز (۱۳۵۶)
- غربتی‌ها (۱۳۵۶)
- فری دست قشنگ (۱۳۵۶)
- هزار بار مردن (۱۳۵۶)
- سیاه بخت (۱۳۵۵)
- والده آقا مصطفی (۱۳۵۵)
- دفاع از ناموس (۱۳۵۴)
- راننده اجباری (۱۳۵۴)
- فرار از حجله (۱۳۵۴)
- فراشباشی (۱۳۵۴)
- کینه (۱۳۵۴)
- مرد شرقی و زن فرنگی (۱۳۵۴)
- مشکی (۱۳۵۴)
- همت (۱۳۵۴)
- بنده خدا (۱۳۵۳)
- کنیز (۱۳۵۳)
- ناجورها (۱۳۵۳)
- تعقیب تا جهنم (۱۳۵۲)
- دشمن (۱۳۵۲)
- قصه شب (۱۳۵۲)
- نفرین (۱۳۵۲)
- آبشار طلا (۱۳۵۱)
- آشوبگر (۱۳۵۱)
- احمد چوپان (۱۳۵۱)
- پدر که ناخلف افتد (۱۳۵۱)
- توبه (۱۳۵۱)
- جهنم + من (۱۳۵۱)
- شیر بها (۱۳۵۱)
- عطش (۱۳۵۱)
- قلندر (۱۳۵۱)
- قمار زندگی (۱۳۵۱)
- مرغ تخم طلا (۱۳۵۱)
- نانجیب (۱۳۵۱)
- نواب (۱۳۵۱)
- آسمون بی ستاره (۱۳۵۰)
- بده در راه خدا (۱۳۵۰)
- داش‌آکل (۱۳۵۰)
- رسوای عشق (۱۳۵۰)
- رضا چلچله (۱۳۵۰)
- زیر بازارچه (۱۳۵۰)
- شب عروسی (۱۳۵۰)
- شراره (۱۳۵۰)
- شکار انسان (۱۳۵۰)
- قلاب (۱۳۵۰)
- ماجرای یک دزد (۱۳۵۰)
- نقره داغ (۱۳۵۰)
- همای سعادت (۱۳۵۰)
- آینه زمان (۱۳۴۹)
- بابا کرم (۱۳۴۹)
- حادثه جویان (۱۳۴۹)
- حسن فرفره (۱۳۴۹)
- رسوایی (۱۳۴۹)
- رقاصه شهر (۱۳۴۹)
- سکه شانس (۱۳۴۹)
- شهر گناه (۱۳۴۹)
- کوچه مردها (۱۳۴۹)
- مرید حق (۱۳۴۹)
- نامادری (۱۳۴۹)
- پسران قارون(۱۳۴۸)
- رابطه (۱۳۴۸)
- روسپی (۱۳۴۸)
- سوگند سکوت (۱۳۴۸)
- قصر زرین (۱۳۴۸)
- آواره‌های تهران (۱۳۴۷)
- به امید دیدار (۱۳۴۷)
- بیگناهی در شهر (۱۳۴۷)
- دختر شاه پریون (۱۳۴۷)
- سالار مردان (۱۳۴۷)
- سلطان قلب‌ها (۱۳۴۷)
- سنگ صبور (۱۳۴۷)
- سه دیوانه (۱۳۴۷)
- قمارباز (۱۳۴۷)
- گردباد زندگی (۱۳۴۷)
- من شوهر می‌خواهم (۱۳۴۷)
- از جان گذشتگان (۱۳۴۶)
- دختر طلا (۱۳۴۶)
- زن خون‌آشام (۱۳۴۶)
- زنی به نام شراب (۱۳۴۶)
- سرنوشت (۱۳۴۶)
- عمو سبزی فروش (۱۳۴۶)
- امیرارسلان نامدار (۱۳۴۵)
- فرار از حقیقت (۱۳۴۵)
- گدایان تهران (۱۳۴۵)
- میلیونر فراری (۱۳۴۵)
- مراد و لاله (۱۳۴۴)
- مو طلایی شهر ما (۱۳۴۴)